# Циглана Мале Пијаце
Циглана Мале Пијаце је својеврсна комбинација вишеслојног археолошког налазишта и старе хумке – кургана – који се налази одмах на улазу у Мале Пијаце (Општина Кањижа) из правца Суботице.

## Опис
Курган који се пре ископавања издизао на овдашњој обали Киреша (Попова хумка) представљао је највишу тачку околине, што доказује бетонска кота која се и данас налази на његовом врху (104,4 m). Овако ископано изгледа бизарно, али се лепо види пресек тумула, са земљом која је насипана изнад слоја леса.
Овај курган је, са још неколико сличних у околини био део једног већег низа хумки сличне грађе и величине — хумке Потисја. Интересантно је напоменути да многе мапе још једну хумку која се налази 1,8 km јужније такође зову Пап хумка (попова или по мађарском презимену Пап).
Циглана је први пут археоилошки истраживана када се сазнало да радне машине на видело извлаче разне старине. Наводно је власник приватизоване циглане одбио сарадњу са музејем, чији сарадници су имали велике потешкоће да налазе заштите. За сада нису нађени артефакти из неолита и бронзаног доба, што би доказивало старост која је повезана са доласком курганских народа, али се утврдило да је овде налазиште из времена сеобе народа (досељење Мађара) и из средњeг века. Но централни део (где би могла да буде гробница) никада и није био истражен, због опасности одроњавања. Осим тога, кургански народи нису само подизали тумуле за сахрањивање, већ и хумке за осматрање.
Обзиром на висину и ископану површину око ње, хумка је могла бити прилично велика, са ширином између 50 и 100 m.